# Neocorynura lamellata
Neocorynura lamellata (лат.) — вид одиночных пчёл из рода Neocorynura (триба Augochlorini, семейство Halictidae).

## Распространение
Южная Америка: Бразилия.

## Описание
Мелкие пчёлы, длина тела менее 1 см (длина тела самок 8,0 мм, самцов — 7,5 мм). Отличаются следующими признаками: в окраске тела преобладает оливково-зелёный цвет; гипостомальный киль пластинчатый; тергиты брюшка двухцветные (зелёные и чёрные), лабрум янтарный, жвалы чёрные. Слабоопушенные осовидные насекомые, тело почти голое, металлически блестящее, зеленоватые (но без голубого). Внутренняя метатибиальная шпора задней ноги гребенчатая, базитибиальная пластинка сильно окаймленная, эпистомальная бороздка притуплённая, суженный мезоскутальный передний край, предглазничный гребень килевидный.